# 高橋延清
高橋 延清（たかはし のぶきよ、1914年2月6日 - 2002年1月30日）は、日本の森林学者。東京大学名誉教授。東京大学の北海道演習林（富良野市）で林長を務め、「森こそ教室」として東京での授業や教授会よりも現場観察を重視し、いつも泥まみれで歩く姿と、自らを「のろまでも、こうだと決めたらこつこつとやる」と亀にたとえていたことから「どろ亀さん」（ドロ亀さん）、「どろ亀先生」」の愛称で、多くの人に親しまれた。
氷雪や雪崩の研究家でエッセイストの高橋喜平は兄、元沢内村長の太田祖電と直木賞作家の高橋克彦は甥である。

## 来歴
1914年（大正3年）、岩手県和賀郡沢内村（現：西和賀町）に生まれる。出生届を出すのに数年かかったので、正確な生年月日は不明という（戸籍上は1914年2月6日生まれ）。旧制中学校の黒沢尻中学校（現：岩手県立黒沢尻北高等学校）卒業後、青森県の旧制弘前高等学校（現：弘前大学）文科を経て、東京帝国大学農学部林学科に進む。1938年（昭和13年）、東京帝国大学農学部附属北海道演習林助手として着任。1942年（昭和17年）に北海道演習林長（第5代）となり、1943年（昭和18年）に助教授、1954年（昭和29年）に教授へ昇格。1974年（昭和49年）3月に停年退官するまで、東京の本郷・駒場キャンパスでは一度も教壇に立たず、北海道演習林において研究と教育に従事した。1992年（平成4年）10月の開村から2000年（平成12年）3月末まで、岩手県の北上市立博物館みちのく民俗村の初代村長を務めた。2002年（平成14年）1月30日、食道がんのため北海道札幌市内の病院で逝去。享年87。
北海道林木育種協会会長、社団法人北方林業会会長、北海道自然保護協会理事、北海道林業構造改善審査会会長等を歴任。北海道林業発展のため森林・林業関係団体の指導者として、緑化や自然保護、林業問題に関する指導的な役割を果たした。
東京大学北海道演習林における長年にわたる大規模な天然林施業実験から、森林が持つ木材生産の経済性と環境保全の公益性を両立・発展させるための、森林施業法を研究・発展させた。そうした森林施業法の一つに、1958年（昭和33年）から開始した、天然林を対象とする生態系への配慮から生まれた独特な伐採法による天然林の育成法である「林分施業法」（りんぶんせぎょうほう）がある。木材が採れる針葉樹を単一樹種で一斉に植えた場合、下草や動物といった生物多様性が乏しくなるうえ、間伐や伐採後の再植樹といった管理が適切に行なわれないと高齢林になって放置され、病虫害や土砂災害が起きやすくなる。高橋が確立した林分施業法は、針葉樹と広葉樹を混ぜて育て、林業と生態系維持の両立を図った。高橋は著書『樹海に生きて どろ亀さんと森の仲間たち』で、こうした発想は、森を歩いている時にエゾマツの大樹から教えられたと記している。林分施業法は北海道の森林施業法として広く用いられ、さらには国内にとどまらず世界的にも認識され高い評価を得ている。
また、北海道の主要林業樹種であるカラマツとグイマツの種間交雑育種による「耐鼠性ハイブリッドF1」の生産システムを研究開発した。
このほか、倒木更新について『エゾマツさんの子育て』という詩を読んでいる。

## 主な受賞
- 1974年（昭和49年）第28回北海道新聞文化賞（科学技術賞）[5]
- 1983年（昭和58年） 第1回朝日森林文化賞
- 1987年（昭和62年） 勲三等旭日中綬章
- 1992年（平成4年）度 日本学士院エジンバラ公賞[2]
- 1996年（平成8年） 第7回みどりの文化賞（持続的森林経営をめざす森林づくり）[2]
- 1999年（平成11年） 第31回北海道功労賞（天然林育成の研究と森づくりを通した文化の振興）

## 著書

### 単著
- （林業解説編集室・編）『林木育種の旅』（-りんぼく）（林業解説シリーズ 79） 日本林業技術協会 1955年
- 『樹海に生きて どろ亀さんと森の仲間たち』 朝日新聞社 1984年6月 ISBN 4-02-255227-1
  - 『樹海に生きて どろ亀さんと森の仲間たち』 講談社文庫 1988年6月 ISBN 4-06-184229-3
- 『どろ亀さん 詩集 森の生きものたちと共作の詩』 緑の文明社 発行、三天書房 発売 1988年6月 ISBN 4-914971-29-1
- 『森に遊ぶ どろ亀さんの世界』 朝日新聞社 1992年6月 ISBN 4-02-256468-7
  - 『森に遊ぶ どろ亀さんの世界』 朝日文庫 2000年5月 ISBN 4-02-264230-0
- 『森からのメッセージ』（NHK教育「シリーズ授業」子どもたちへのメッセージ 4） あすなろ書房（東京） 1999年3月 ISBN 4-7515-2034-2
- 『樹海 夢、森に降りつむ』 世界文化社 1999年10月 ISBN 4-418-99529-3
- 『林分施業法 その考えと実践 改訂版』 ログ・ビー発売 2001年5月 125p A5判
- 『どろ亀さん、最後のはなし 夢はぐくむ富良野の森づくり』 新思索社 2003年12月 ISBN 4-7835-0230-7

### 共著
- （白洲正子と）『おとこ友達との会話』新潮文庫 2005年4月 ISBN 4-10-137910-6
  - 「樹海でおしゃべり」を収録

## 制作映画
- 16ミリカラーフィルム『樹海』（2部構成）三和映画社
  - 第1部「北国の森林 その生いたちといとなみ」（28分） 1973年
    - 企画・東京大学北海道演習林、監修・高橋延清、脚本・監督・野崎健輔、撮影・原田英昭。第14回科学技術映画祭科学技術庁長官賞。

  - 第2部「天然林を育てる その理論と実際」 （38分）

## 関連書籍など

### 書籍
- 高橋健著『森と生きる どろ亀さんと東京大学北海道演習林』（未来へ残したい日本の自然 1） ポプラ社 2000年1月 ISBN 4-591-06285-6
- 『追悼文集 どろ亀さんを偲んで』 「どろ亀さんを偲ぶ会」発起人会（代表・大橋邦夫林長）2002年 119p A5判

### テレビ出演
- NHK特集『倉本聰の森と老人〜北海道・富良野〜』[6]（45分） 1985年6月9日放送[注 1]
  - 「NHKアーカイブス」2004年5月16日放送
- TBS『いのちの響』
- 北海道放送『日本で一番美しい森 -- 富良野から地球を救おう --』 2001年8月18日放送